# Казыльюн
Казыльюн 1-й (Кизил-Юн) — река в Кемеровской области России, левый приток Тяжина. Устье находится в 130 км от устья по левому берегу реки Тяжин. Протяжённость реки 32 км.

## Данные водного реестра
По данным государственного водного реестра России относится к Верхнеобскому бассейновому округу, водохозяйственный участок реки — Чулым от Ачинска до водомерного поста в селе Зырянском, речной подбассейн реки — Чулым. Речной бассейн реки — (Верхняя) Обь до впадения Иртыша.
Код водного объекта — 13010400212115200018972.